# Municipio de Allensville
El municipio de Allensville (en inglés: Allensville Township) es un municipio ubicado en el  condado de Person en el estado estadounidense de Carolina del Norte. En el año 2000 tenía una población de 2.706 habitantes.

## Geografía
El municipio de Allensville se encuentra ubicado en las coordenadas 36°24′27.18″N 78°51′50.54″O / 36.4075500, -78.8640389.